# Chamaedaphne calyculata
Cassandre caliculé
Pour les articles homonymes, voir Cassandre.
Genre
Espèce
Le Cassandre caliculé (Chamaedaphne calyculata (L.) Moench) est une espèce de plantes à fleurs de la famille des Éricacées et la seule espèce du genre Chamaedaphne. 
Elle est distribuée globalement dans les régions tempérées et subarctiques de l'hémisphère nord.
C'est un petit arbrisseau d'une hauteur de 1,5 m. Les feuilles sont alternes et ont une forme ovale et pétiolée de 3 à 4 cm, au-dessus vert foncé et au-dessous vert pâle. Les feuilles sont persistantes, mais prennent souvent une couleur brune en hiver. Les fleurs sont petites, blanches et en forme de clochettes disposées en grappe. On la retrouve principalement dans des tourbières ou des marais, où elle forme de vastes colonies clonales.
Le nom Chamaedaphne provient du grec pour « laurier de sol ».
Le cassandre caliculé sert de nourriture pour les larves de certains Lépidoptères comme Coleophora ledi.

## Liste des variétés

### Liste des sous-espèces et variétés
Selon The Plant List (21 novembre 2015) :
- variété Chamaedaphne calyculata var. angustifolia (Aiton) Rehder
- variété Chamaedaphne calyculata var. latifolia (Aiton) Fernald
- variété Chamaedaphne calyculata var. nana (Lodd.) Rehder

Selon Tropicos (21 novembre 2015) (Attention liste brute contenant possiblement des synonymes) :
- sous-espèce Chamaedaphne calyculata subsp. nana (Lodd.) A.P. Khokhr.
- variété Chamaedaphne calyculata var. angustifolia (Aiton) Rehder
- variété Chamaedaphne calyculata var. calyculata
- variété Chamaedaphne calyculata var. latifolia (Aiton) Fernald
- variété Chamaedaphne calyculata var. nana (Lodd.) Rehder